# 国鉄TR10形台車

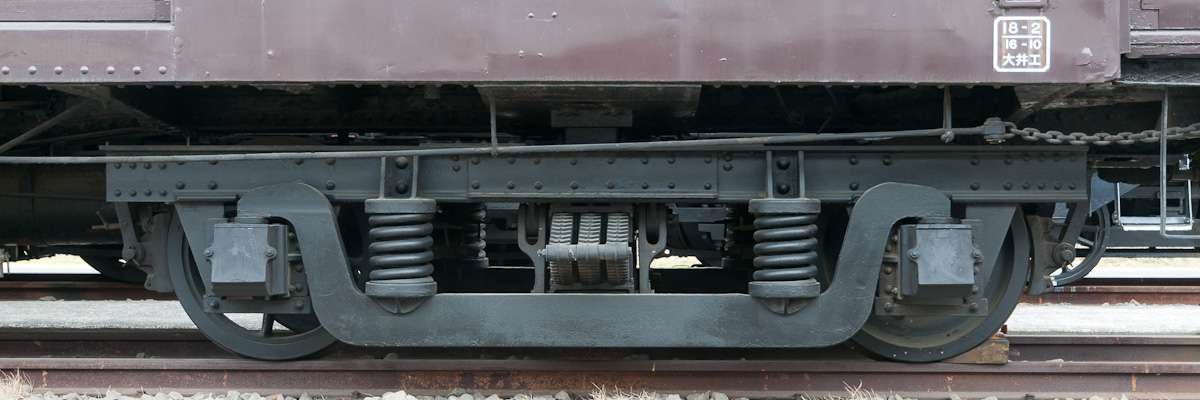
TR13形台車 TR10の改良後継機種の一つで、荷物車用。TR11・12と基本設計は同一で、各部寸法もほぼ共通するが、側梁中央に補強板が当ててあり、釣り合いばねが太くなっているのが特徴。

国鉄TR10形台車（こくてつTR10がただいしゃ）は、日本の鉄道院が開発した鉄道車両用台車の一形式である。

## 概説

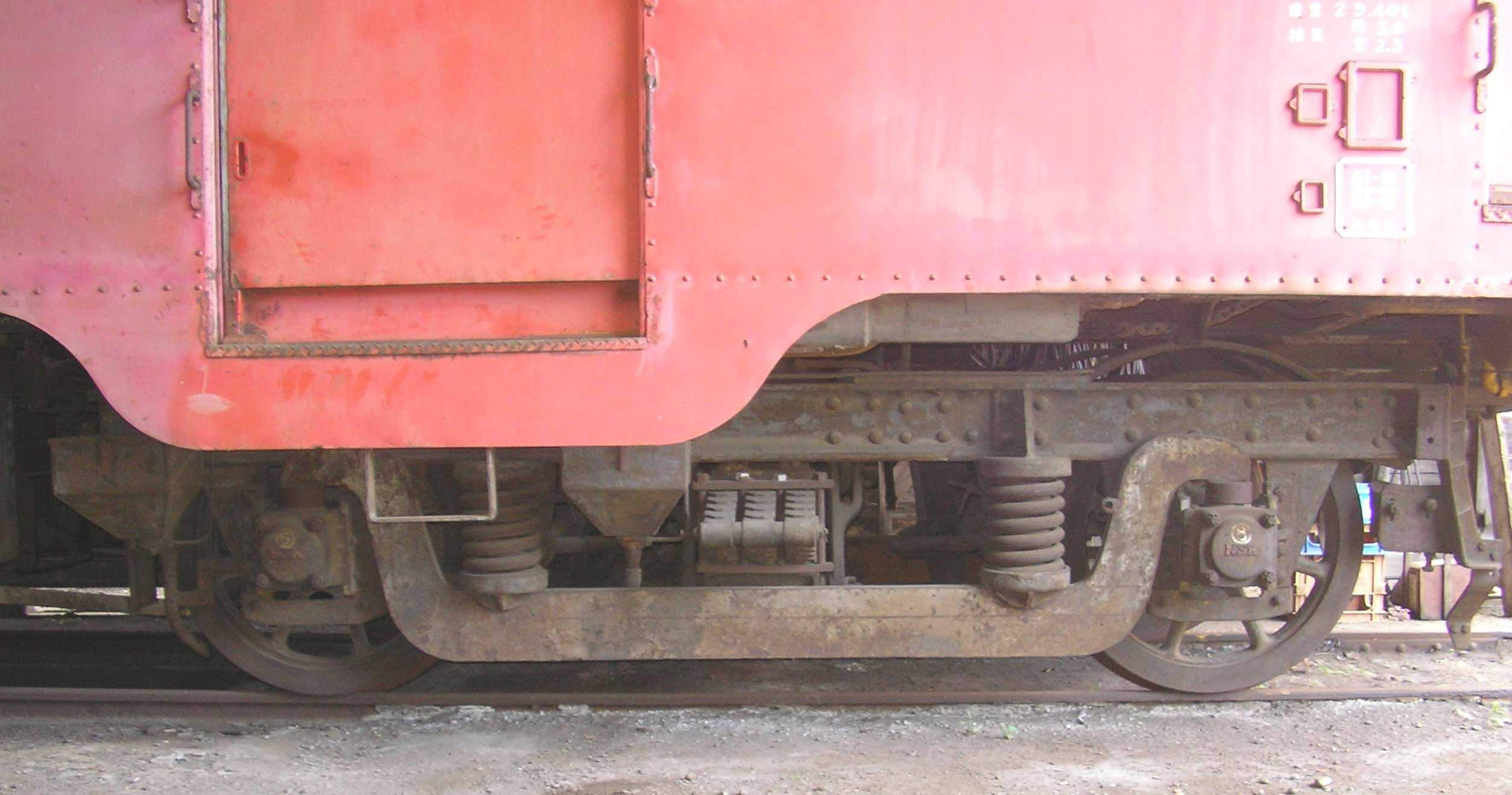
鉄道院明治45年式台車（電動車用）。1914年製と見られる。小湊鉄道キハ5800形キハ5800（木造院電鋼体化車の旧三信鉄道デ301形301号電車を気動車化改造）装備のもの。側梁中央部、主電動機を支持する横梁との接合部周辺に補強板が当てられ、客車・付随車用と比較して接合用リベットの本数も多い、という電動車用台車の特徴を残す。気動車化の際にコロ軸受となり、左側駆動軸両側に砂箱増設

1907年（明治40年）10月の鉄道国有法施行による大私鉄の国有化と、これに伴う組織改組で1908年（明治41年）に成立した鉄道院は、今後の車両製造について規格統一の必要に迫られた。そのため、様々な検討が実施され、鉄道作業局時代の設計を基本としつつ、買収各私鉄の設計の長所を導入する形で今後の車両設計を行うことが決定された。そして1910年（明治43年）、以後の輸送計画や建設計画の基準となる鉄道院基本形客車の設計が完成した。
この基本形客車には当初、台車として1909年（明治42年）に鉄道院新橋工場で設計された明治42年式4輪ボギー台車が採用された。これは鉄道作業局時代末期に新橋工場で設計された明治41年式4輪ボギー台車の軸距を延長してより大型の車体に対応可能としたものである。
この明治42年式4輪ボギー台車は、鉄道国有化前から実績のあった設計を拡大発展させたものであったが、部材中に輸入品の占める割合が大きく、高価という問題があった。このため、これを1911年（明治44年）に改良した明治44年式4輪ボギー台車では車軸が国産の、より大きな荷重に耐える仕様のものへ変更された。さらに、1912年（明治45年/大正元年）に設計された明治45年式4輪ボギー台車では側梁の鋼材が国産品に切り替わって、その取り付け高さが50 mm引き上げられ、また釣り合い梁の強化が実施されるなど、車体側の仕様変化に合わせて順次改良を加えつつ、部材の国産化が強力に推進されていった。
また、これと平行して1912年（明治45年/大正元年）製造のホデ6110形より、明治43年式台車として電車にもこの系統の台車の採用が開始された。従来は電車用台車は主電動機などの各種機器とセットで輸入品が採用されていたが、こちらも国産化の進展で国産標準設計台車への切り替えが企図されたものであった。もっとも、こちらは電車用としての主電動機装架の必要などから客車用とはやや異なる小改良を加えられており、電車の増備に合わせて明治45年式台車などが順次製造された。
これらはその名称が物語るとおり、当初は設計年次で形式区分されていた。しかしながら、この方式では電車用と客車用の区分が曖昧であるなど管理上不便であったため、鉄道院の後身である鉄道省は1929年（昭和4年）に台車の形式称号の整理を実施した。
この結果、同系統の構造を備えるこれら最初期の制式台車群についても改称が実施されたが、それぞれ構造面で大きな相違があったにもかかわらず、全て、電車用・客車用の区分無く一律に制式2軸ボギー台車のトップとなるTR10の名称が与えられている。

### 構造
鍛造の釣り合い梁と、側梁から吊り下げられた揺れ枕吊りを備える、典型的なイコライザー台車である。
釣り合い梁は、側梁からの荷重を弓形の巨大な梁で左右に置かれた2本の釣り合いばねと呼ばれるコイルばねを介して受け止め、その両端に設けられた軸箱に伝える役割を果たす部品である。
この機構は軸箱それぞれが個別に動揺し、釣り合い梁による均衡作用で車輪の浮き上がりを抑制できるという特徴があり、劣悪な条件の軌道での使用に適する。このため、資金的・地形的な制約などから軌道条件がイギリスのように良好ではなかったアメリカやフランスなどで広く普及した。日本においては官営幌内鉄道の開業にあたり、アメリカのハーラン＆ホーリングスウォース社より輸入した客車用台車で既に採用されていたことが知られ、その後は、軌道条件が悪かったにもかかわらず、汽船との対抗上、優等列車の高速運転を行う必要があった山陽鉄道を皮切りに、1880年代末には官設鉄道を含む本州各社に普及した。
この釣り合い梁は一般に型鍛造で製造され、初期の明治42年式と明治44年式ではやや細身の外観形状であった。だが、これは以後の客車の大型化・重量増大に伴う荷重の増大に対しては強度が十分ではなく、以後のグループでは太く丈夫な形状に変更されている。
側梁については、明治42年式と明治44年式については輸入品の溝形鋼を背中合わせに組み合わせて鋲接し、H形鋼と同様の断面としたものを加工の上で使用したが、続く明治45年式では当初日本でようやく国産化が可能となった山形鋼（アングル）を使用し、更に1914年（大正3年）製造分以降、八幡製鐵所製の球山形鋼（バルブアングル）が使用されるようになった。

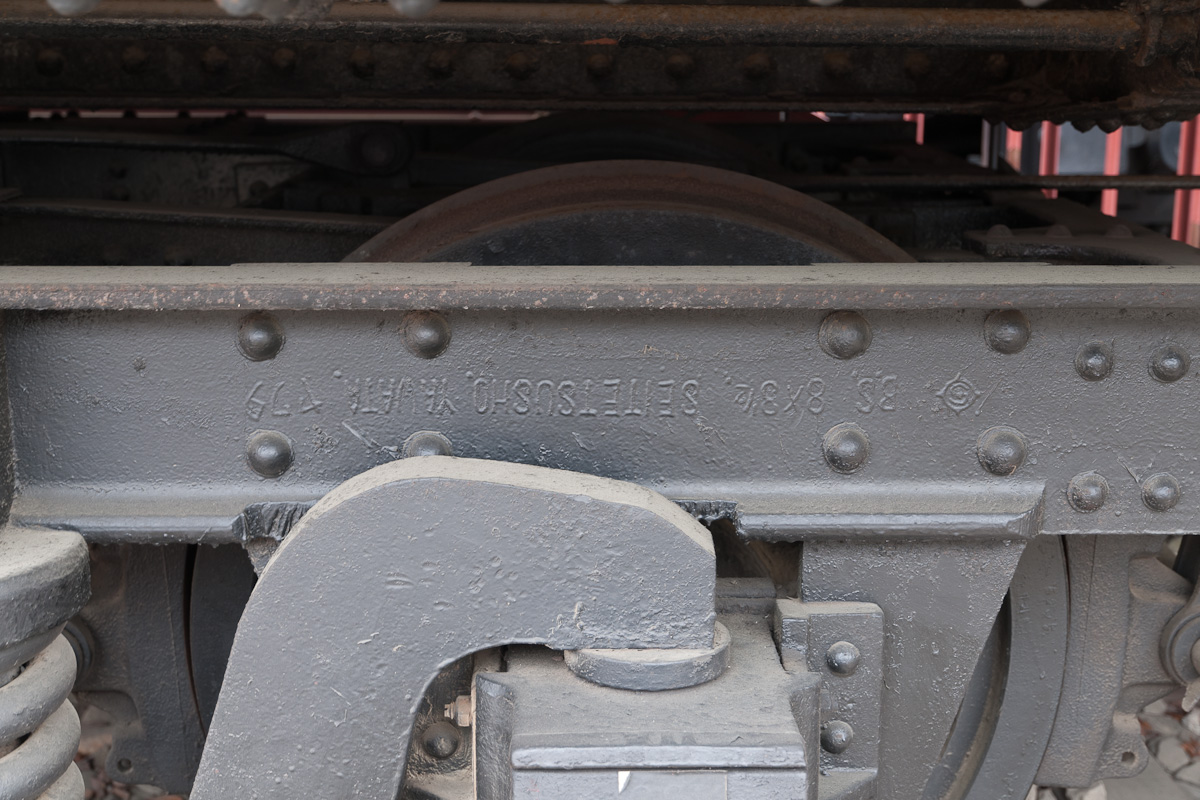
TR13形台車側梁の車軸真上部分で、八幡製鐵所製の球山型鋼が部分的に削られて逆さに使われ、逆になった八幡製鐵所のマークと刻印が見える。

山形鋼も球山形鋼も共に船舶用鋼材の流用で、溝形鋼の場合、2本背中合わせでI形断面とすると一方の下辺が釣り合い梁と干渉するため、必ず切削加工で大きく削り取らねばならず、製造工程上も強度的にも好ましくなかった点を解消する目的で採用されたものであった。特に球山形鋼は下辺部が丸くリブ状となっているため、上下辺が同型の山形鋼よりも強度を高くでき、しかも裏側には余計な突起がないためトランサムや端梁との接合も容易、と釣り合い梁式台車の側梁に使用するには最適の鋼材であった。このため、1914年（大正3年）以降製造の鉄道院→鉄道省制式釣り合い梁式台車ではごく一部の例外を除くほぼ全てについて、この球山形鋼が側梁用部材として使用された。なお、山形鋼は釣り合い梁との干渉が無い点で評価されたが、強度が不十分とされたため、球山形鋼開発以前でもその採用例は少ない。ただし、釣り合い梁の本数が多く、削り取る箇所が多い3軸ボギー台車については各軸間の軸距が2軸ボギー台車と比較して短く、十分な強度が得られたため、球山形鋼が採用されるまでの間、この山形鋼が側梁に多用されている。
軸箱部分は板材を組み合わせて構成したものと、鋳鋼製としたものの2種が存在したことが確認されており、一般的には製造の容易な前者が多用された。
本形式に属する台車はいずれも基礎ブレーキ装置を両抱き式として設計されている。
なお、本形式の系列に属する台車は国鉄線においては特に戦後、装着車である鋼体化客車で高速運転時の乗り心地の悪さから不評を買い、鋼体化客車でも急行・特急など優等列車に充当される形式については台車をTR40やTR52などの戦後設計された新形台車へ交換するケースが続出した。
だが、戦前期には紀勢線から直通運転を行っていた阪和電気鉄道線において、同社のモタ300形・モヨ100形に牽引された31系客車（TR11装着）が最高120 km/hに達するとされる高速運転で戦前の日本における最速列車であった南紀直通列車黒潮号に常用され、また筑波鉄道から同社へ譲渡された木造客車を改造したクタ800形（TR14装着）も同社線で他の鋼製制御車に伍して高速運転に充当され、さらには同時期に京阪神地区の東海道本線上で電化前に運転されていた快速列車においても、31系客車を中心とするTR11装着客車が同区間を併走する超特急「燕」とデッドヒートを演じるほどの高速運転で問題なく運用されていたことが知られている。
森川克二（国鉄臨時車両設計事務所所員）は、TR11系台車について1958年の著述で「揺れまくらつりの短いこと、台車ワクの剛性が小さいことなどの原因で各部の摩耗が進むと蛇行動が激しくなる傾向がある」と記している。

### 仕様
- 形式 - 2軸付随台車
- 車体支持機構 - 揺れ枕吊り式・3点支持
- 枕ばね - 3列重ね板ばね
- 台車枠 - 形鋼リベット組立
- 軸ばね - コイルばね
- 軸箱支持装置 - 釣り合い梁（イコライザー）式
- 軸距 - 1,524 - 2,438 mm
- 車輪径 - 860 mm

## 派生形式

### 国鉄向け
明治末から大正時代にかけてを代表する国鉄台車であり、多数の派生形式が設計されている。
- 客車用2軸ボギー

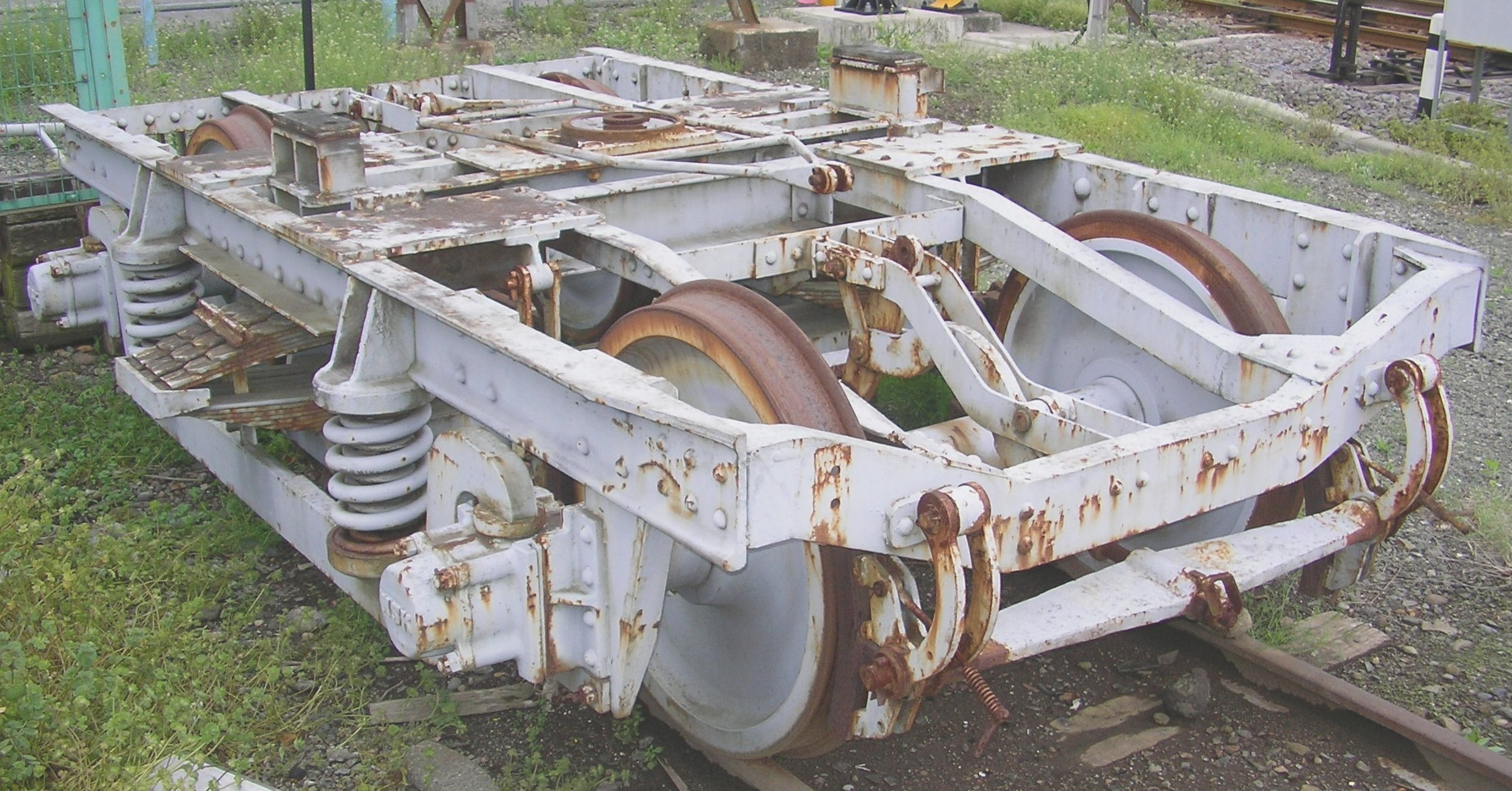
上毛電鉄に現存するTR11。端梁と車輪、軸受が交換され、軸箱守が補強されるなど各部が大改修されているが、本形式の特徴である標準軌間対応の長軸や1922年までに製造された初期生産品の特徴である細身の釣り合い梁を残す。旋回時に台枠左右のトラス棒と干渉するのを避けるべく斜めに削られた側梁のフランジ（手前側の端梁との接合部付近）に注意。

  - TR11：1919年以降製造のグループ。22000系やオハ31系などに大量に採用された。明治45年式2軸ボギー台車からの変更点は改軌論争の影響による車軸の10t長軸[13]への変更とこれに伴うトランサムや端梁の幅員拡大、軸距の2,450mmへの変更、国産化が難しく輸入品が長らく使用されていた車輪のタイヤ部への国産品[14]の採用による完全国産化の実現などで、幅員拡大の影響で車体側トラス棒との干渉が生じるようになったため、端梁形状がこれを回避する目的で複雑になり、また側梁上部の両端付近が斜めに削られるなどの加工も実施された。国鉄だけではなく省制式客車に準じた構造の客車を導入した一部私鉄でも本形式の同等品が採用されており、特に東武鉄道が導入したものは装着車の電車化改造の後、車体更新を経て上毛電気鉄道へ譲渡され、20世紀の終わりまで現役で使用された。
  - TR12：TR11の車軸を荷重上限の大きな12t長軸に変更したもの。主として3等荷物合造車などに使用された。この台車は第2次世界大戦後、その大荷重対応が好まれて西武鉄道が重点的かつ大量に払い下げを受け、徹底的な整備の上で電車用（制御・付随車用）として使用したことが知られている[15][16]。
  - TR13：TR11の荷物車用。TR12と同様、車軸を12t長軸に変更してあり各部設計も共通するが、こちらは側梁のボルスタ付近に補強板が当初より貼り付けてあり、また大荷重に耐えられるよう、釣り合いばねの直径が大きい。
  - TR44：暖房車のマヌ34形用として、廃車発生品のTR11を流用しトキ900形の短軸車軸を装着可能な様に端梁・トランサムなどの幅員を切削加工により縮小改造したもの。大荷重に対応すべくTR13などと同様、側梁中央のトランサム接合部に補強板が貼付してあった。

- 客車用3軸ボギー
  - TR70：TR10と同時期に製造された明治44年式6輪ボギー台車などを改称したもの。御料車用の特注品[17]などを含み、小ロット単位で製造されたため、非常にバリエーションが多い。
  - TR71：TR11に対応する3軸ボギー台車。28400系やオハ31系に属する20 m級優等客車用として製造された。各軸間の軸距は当初1,753mmであったがメートル法施行後は1,740mmに変更された。車軸は10t長軸。
  - TR72：TR13に対応する3軸ボギー台車。大荷重の20m級荷物車用として1926年より製造された。そのため各軸間の軸距は1,740mmのみであるが、TR11 - 13・71と同様、木造車用と鋼製車用とでは端梁の構造に相違がある。車軸は12t長軸。
  - TR74：1929年に製造されたスシ37740形用として製造。既に次代のTR73が設計された後の形式だが、在庫の球山形鋼を消化するためにあえてTR71の設計が採用されたと伝えられている。
  - TR75：1930年に製造されたカニ39500形用としてTR72の枕ばねを設計変更したもの。車軸は12t長軸。
  - TR76：オイテ27000形を鋼製化改造しスイテ37050形に改造する際に、TR71の軸距1,753 mmタイプを一部改造して乗り心地の改善を図ったもの。
- 電車用
  - 大正6年式台車（TR14→DT10）：TR11を電車用に設計変更したもの。当時としては大型の105馬力級電動機[18]に対応すべく軸距が2,440 mmに、車輪径が860 mmから910 mmに拡大され、基礎ブレーキ装置（ブレーキワーク）も台車枠上部の空間に余裕が無くなったことなどから、片方の車輪の内側のレバーから隣の車輪の内側レバー、外側レバーを経て最初の車輪の外側レバーをロッドで連動動作させる、直列式の複雑な機構を採用している。なお、軸距はモハ10形に採用された第2陣以降、主電動機が150馬力級[19]となってさらに大型化したことから軸距を10 mm伸ばして2,450 mmに延伸している。また、本形式は装着車の払い下げにより、各私鉄へ譲渡されたものが多数存在するが、特に戦後相模鉄道へ払い下げられたものは、枕ばねのコイルばね化とペデスタル部分の新製交換、オイルダンパの追加、ころ軸受化などの徹底的な改修を施された[20]。同様に、下に示した西武鉄道のように他社でも近代化改造の一環としてころ軸受化やペデスタル部の強化・更新を行った例が、本形式とTR11・12について少なからず存在する。

### 私鉄向け

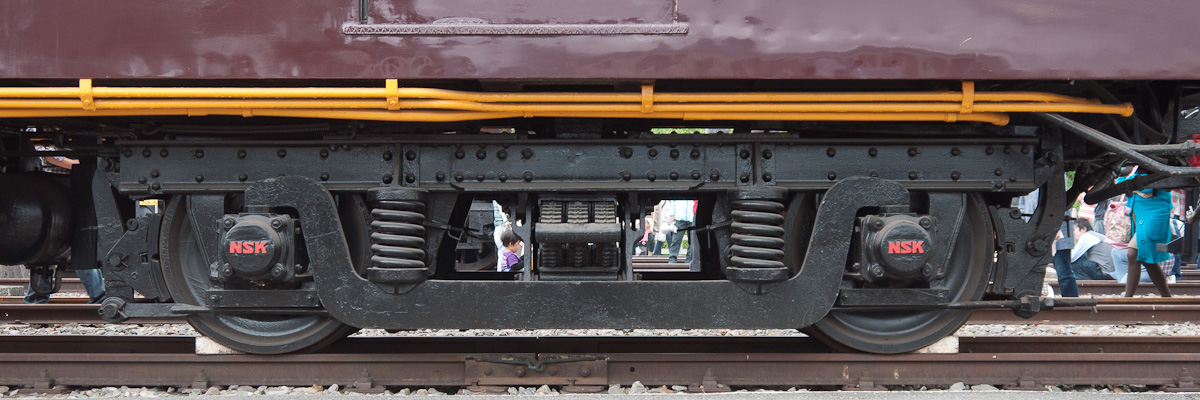
西武クモハ351形用TR14A。
軸箱守が強度向上のためエッジ部分にフランジを形成した独自設計の一体鋳鋼製部品に、車輪は一体圧延車輪に、そして軸箱がころ軸受に、それぞれ交換されている。

なお、東武鉄道などが自社客車の新造に当たりTR11を大量採用したが、設計変更を行って別型番を与えたものを新製した例はない。
- 西武鉄道所沢車両工場（改造）
  - TR10C：本形式に属する台車を装着した制式木造客車の大量払い下げを受けた西武鉄道が、自社工場で徹底的な整備・補修・改造を実施して短軸のまま独自にTR11相当に仕様をアップデートしたもの。基礎ブレーキ装置などに大きく手が入れられていた。
  - TR11A：TR10Cと同じく西武鉄道が払い下げ品のTR11を大改修したモデル。軸受のころ軸受化、ペデスタル部の一体鋳鋼品への新製交換など、TR11の弱点であった部分をピンポイントで改修してあり、当時の西武鉄道技術陣がこの系列の台車の設計・構造について非常に高度な理解を持っていたことを示す[21]。カルダン駆動の701系までの同社の制御車に愛用された。
  - TR14A：TR11Aと同様のメニューでTR14を改修したモデル。本来は17 m級車用の台車であるが、各部強化と車体側の軽量化により20 m級電動車のクモハ411形（2代）まで採用された。

### 旧外地向け
- 台湾総督府鉄道（台鉄）では、ほぼ同じ構造の台車はTR-14 - TR-17の4タイプを採用した。全て八幡製鉄所の球山形鋼を採用するが、台鉄では狭軌専用であり、全て短軸仕様である。
  - TR-14、TR-15：軸距7フィート（2,143 mm）、1915年（大正4年）前後に採用開始。両者は基本的に同じものであるが、車体側の心皿高さに合わせて横梁の高さが異なる。
  - TR-16、TR-17：軸距8フィート（2,438 mm）、1921年（大正10年）日本車輌製造製ハボ101形中形木造客車から採用された。両者は基本的に同じものであるが、車体側の心皿高さに合わせて横梁の高さが異なる。

## 採用された車両
※流用品・他事業者からの中古品を使用する車両を含む。

### 国鉄
客車
鉄道院基本形客車・22000系・オハ31系・60系
電車
ホデ6110形・デハ6250形・デハ6260形・デハ6280形・デハ6285形・デハ6300形

### 私鉄
東武鉄道
西武鉄道
311系・371系・351系・501系・クハ（サハ）1411形・451系・551系・601系・701系・411系
東京急行電鉄
デハ3300形・クハ3230形・サハ3350形・デハ3600形・クハ3670形・クハ3770形・クハ3660形・サハ3360形
相模鉄道
2000系→2100系
京成電鉄
2000形（更新前）
高松琴平電気鉄道
950形
同和鉱業片上鉄道
ホハフ2000形

### 旧外地
台鉄
木造客車・32300系鋼体化客車、32500系鋼体化客車、32100系車体更新車、ジ１形蒸気動車